# Пассов, Франц
Франц Пассов (20 сентября 1786, Людвигслуст — 11 марта 1833, Бреслау) — германский филолог-классик, преподаватель, научный писатель.

## Биография
Был старшим из тринадцати детей в семье церковного суперинтендента и проповедника. Школу окончил в родном городе, с 1802 года в возрасте 16 лет на протяжении двух лет учился в Эрнестинуме в Готе. С 1804 года изучал теологию в Лейпциге, там же заинтересовавшись древней историей и начав изучать одновременно классическую филологию. Благодаря знакомству с Гёте смог получить место профессора древнегреческого языка в гимназии Эрнста-Вильгельма в Веймаре, которое занял после окончания университета в мае 1807 года. В 1810 году стал заместителем директора в Конрадинуме в Данциге, а после его закрытия в 1814 году вследствие Наполеоновских войн перебрался в Берлин. В 1815 году стал профессором древней истории в университете Бреслау и одновременно почётным доктором Берлинского университета. В 1829 году возглавил Академический художественный музей в Бреслау. Помимо преподавательской деятельности был активен в политике и журналистике, в 1812 году стал одним из основателей журнала «Nationalbildung», в 1819—1820 годах был соредактором журнала «Turnerfreund». Имел большую известность как переводчик древнегреческих и латинских текстов. Скончался после непродолжительной болезни.
Главные работы: «Handworterbuch der griechischen Sprache» (5 изданий, 1841—1857); «Grundzüge zur Geschichte der griech. und rom. Litteraturgeschichte» (Берлин, 2-е издание — 1829); «Corpus scriptoruin eroticorura Graecorum» (Лейпциг, 1824 и 1833).